# Parque nacional de Isla Grande
El Parque Nacional de Ilha Grande es un parque nacional brasileño ubicado sobre el río Paraná, entre los estados de Mato Grosso do Sul y Paraná. El mismo abarca la Ilha Grande (isla Grande en portugués), llamada así por ser la mayor isla fluvial del río Paraná y diversas islas circundantes de menor tamaño. Fue creado el 30 de septiembre de 1997 y abarca una superficie de 78.875 ha.

## Flora y fauna
El parque se encuentra en un área de transición entre el ecosistema del cerrado y el de la selva paranaense y posee varias endémicas y/o en peligro de extinción.  Entre la fauna terrestre se encuentran especies como el ciervo de los pantanos, el yacaré overo, el yaguareté, el tapir y el  oso hormiguero. Entre la fauna acuática se pueden citar el pintado, el jaú, el dorado,  el armado,  el surubí y el  pacú. Entre la avifauna se destacan el jabirú, el tataupá, el muitú, la espátula rosada y el jacana común.

## Turismo
El parque está abierto al público en forma gratuita todos los días de la semana. Posee varios espacios dedicados al ocio y al ecoturismo así como varias playas sobre las costas del Paraná.
En la isla se encuentran también varios yacimientos arqueológicos pertenecientes a los indios guaraníes  y  xetás.[cita requerida]